# 肥富
肥富（こいつみ / こいとみ / こいどみ、生没年不詳）は、室町時代に活躍した九州の商人。

## 経歴・人物
室町幕府将軍足利義満に日明貿易の利を説き、1401年（応永8年）に最初の遣明使（正使祖阿）の副使として明に渡った。
安芸国小早川氏の一族小泉氏出身とする説がある。